# Третя ступінь
Третя ступінь (англ. The Third Degree) — американська мелодрама режисера Майкла Кертіца 1926 року.

## У ролях
- Долорес Костелло — Енні Далі
- Луїз Дрессер — Алісія Далі
- Джейсон Робардс ст. — Говард Джеффріс молодший
- Кейт Прайс — місіс Чабб
- Том Санчі — шибайголова Дейлі
- Гаррі Тодд — містер Чабб
- Мері Луїз Міллер — Енні, як дитина
- Михаїл Вавіч — Клінтон, детектив
- Девід Торренс — Говард Джеффріс старший